# You and Me (1938)
You and Me (bra: Casamento Proibido) é um filme estadunidense de 1938, dos gêneros comédia dramática, ação e aventura, dirigido por Fritz Lang, em seu terceiro longa-metragem nos Estados Unidos.
Na trilha sonora estão presentes três canções compostas por Kurt Weill e Sam Coslow.[carece de fontes?]

## Sinopse
Jerome Morris possui uma loja de departamentos onde gosta de empregar condenados pela Justiça em liberdade condicional, para lhes dar uma nova oportunidade. Entre estes, encontram-se Helen e Joe, que se apaixonam. Como casamentos entre condenados são ilegais, Helen esconde de Joe sua condição, e eles se casam. O matrimônio é feliz, até Joe descobrir a mentira de Helen. Desiludido, ele reúne sua antiga gangue e planeja assaltar a loja de Morris. Helen procura demovê-los da ideia.

## Elenco
| Ator/Atriz      | Personagem    |
| --------------- | ------------- |
| Sylvia Sidney   | Helen Dennis  |
| George Raft     | Joe Dennis    |
| Robert Cummings | Jim           |
| Barton MacLane  | Mickey Bain   |
| Roscoe Karns    | Cuffy         |
| Harry Carey     | Jerome Morris |
| George E. Stone | Patsy         |
| Warren Hymer    | Gil Carter    |